# Leslie Caronová
Leslie Caronová (nepřechýleně Leslie Caron; * 1. července 1931 Boulogne-Billancourt, Paříž) je francouzská herečka a tanečnice.
Svoji filmovou dráhu zahájila v roce 1951 v muzikálovém snímku Američan v Paříži, kde byl jejím partnerem Gene Kelly. V roce 1958 si zahrála ve filmovém přepisu divadelní komedie Gigi (ve které v roce 1951 při její premiéře debutovala Audrey Hepburnová).
Klasickou dramatickou úlohu ztvárnila v roce 1980 ve snímku Kontakt režiséra Krzysztofa Zanussiho, zahrála si i ve snímku Čokoláda z roku 2000.